# Anthony Randolph
Anthony Erwin Randolph, Jr. (Wurtzburgo, 15 de junho de 1989) é um jogador de basquete profissional norte-americano, nascido na Alemanha Ocidental, que atualmente joga pelo Real Madrid.

## Estatísticas

### Temporada regular
| Ano       | Equipe       | PJ  | PT | MPP  | %TC  | %3P  | %TL  | RPP | APP | ROB | TPP | PPP  |
| --------- | ------------ | --- | -- | ---- | ---- | ---- | ---- | --- | --- | --- | --- | ---- |
| 2008-09   | Golden State | 63  | 22 | 17.9 | .462 | .000 | .716 | 5.8 | .8  | .7  | 1.2 | 7.9  |
| 2009-10   | Golden State | 33  | 8  | 22.7 | .443 | .200 | .801 | 6.5 | 1.3 | .8  | 1.5 | 11.6 |
| 2010-11   | New York     | 17  | 0  | 7.5  | .311 | .250 | .500 | 2.4 | .4  | .2  | .6  | 2.1  |
| 2010-11   | Minnesota    | 23  | 3  | 20.1 | .498 | .000 | .703 | 5.2 | 1.1 | .8  | .7  | 11.7 |
| 2011-12   | Minnesota    | 34  | 5  | 15.2 | .470 | .000 | .762 | 3.6 | .6  | .4  | 1.0 | 7.4  |
| 2012-13   | Denver       | 39  | 0  | 8.4  | .491 | .000 | .689 | 2.4 | .3  | .5  | .5  | 3.7  |
| 2013-14   | Denver       | 43  | 5  | 12.3 | .386 | .295 | .754 | 2.8 | .7  | .6  | .4  | 4.8  |
| Total NBA | Total NBA    | 252 | 43 | 15.2 | .453 | .241 | .740 | 4.3 | .7  | .6  | .9  | 7.1  |

| Ano          | Equipe          | PJ | PT | MPP  | %TC  | %3P  | %TL  | RPP | APP | ROB | TPP | PPP  |
| ------------ | --------------- | -- | -- | ---- | ---- | ---- | ---- | --- | --- | --- | --- | ---- |
| 2014-15      | Lokomotiv Kuban | 13 | 9  | 22.7 | .563 | .519 | .565 | 6.2 | 1.3 | 1.4 | 1.5 | 12.5 |
| 2015-16      | Lokomotiv Kuban | 17 | 14 | 23.3 | .503 | .214 | .717 | 5.5 | 1.2 | 1.5 | .8  | 13.7 |
| 2016-17      | Real Madrid     | 19 | 3  | 19.3 | .510 | .333 | .756 | 5.4 | 1.3 | .3  | 1.1 | 9    |
| Total Europa | Total Europa    | 49 | 26 | 21.4 | .521 | .319 | .699 | 5.7 | 1.3 | 1   | 1.1 | 11.6 |

### Playoffs
| Año       | Equipo    | PJ | PT | MPP | %TC  | %3P  | %TL  | RPP | APP | ROB | TPP | PPP |
| --------- | --------- | -- | -- | --- | ---- | ---- | ---- | --- | --- | --- | --- | --- |
| 2013      | Denver    | 5  | 0  | 6.0 | .818 | .000 | .727 | 1.2 | 0.0 | 0.4 | 0.0 | 5.2 |
| Total NBA | Total NBA | 5  | 0  | 6.0 | .818 | .000 | .727 | 1.2 | 0.0 | 0.4 | 0.0 | 5.2 |

| Año          | Equipo          | PJ | PT | MPP  | %TC  | %3P  | %TL  | RPP | APP | ROB | TPP | PPP  |
| ------------ | --------------- | -- | -- | ---- | ---- | ---- | ---- | --- | --- | --- | --- | ---- |
| 2015         | Lokomotiv Kuban | 1  | 1  | 27.4 | .400 | .750 | .667 | 4.0 | 2.0 | 2.0 | 2.0 | 15   |
| 2016         | Lokomotiv Kuban | 6  | 6  | 29.5 | .467 | .368 | .885 | 7.3 | 1.2 | .5  | 1.2 | 16.7 |
| Total Europa | Total Europa    | 7  | 7  | 28.3 | .462 | .435 | .862 | 6   | 1.1 | 0.6 | 1.1 | 14.4 |